# Кейкубад III
Ала ад-Дин Кей-Кубад III (араб. علا الدين كيقباد بن فراموزس‎) — сельджукский султан Рума, в 1283—1302 годах правивший западной частью страны.
Будучи племянником Кей-Кавуса III, и став сельджукским правителем в 1283 году, Кубад отдал восточную часть султаната собственному кузену — Масуду II. С гибелью последнего в 1298 году, власть перешла в руки его сына — Масуда III. 
Он начал новые войны из-за престола с Кей - Кубадом, который умер в 1302 году.
Междоусобица продолжалась, ведь наследником Кубада стал его сын Гияс-ад-дин. Масуд III был убит в Кайсери в 1308 году, но Конийский султанат к тому времени окончательно распался на ряд независимых бейликов.